# Haemimontus

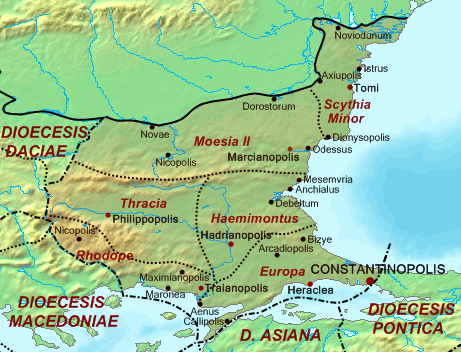
Lage der Provinz Haemimontus und ihre Nachbarprovinzen

Haemimontus oder Haemimontium war eine der 294 vom römischen Kaiser Diokletian gegründeten spätantiken Provinzen. Sie wurde als Teil der ehemaligen Provinz Thracia in der Dioecesis Thraciae gebildet. Die Provinz erstreckte sich im östlichen Teil der heutigen Oberthrakischen Tiefebene im östlichen Bulgarien und im türkischen Norden. Nachbarprovinzen waren Moesia im Norden, Thracia im Westen, Rhodope im Südwesten, Europa im Süden. Im Osten grenzte die Provinz Haemimontium an das Schwarze Meer (Pontos Euxeinos). 
Zentrum der Provinz war die Stadt Hadrianopolis, weitere wichtige Städte waren Anchialos, Deultum, Aquae Calidae, Mesembria und Augusta Traiana. Entlang der Schwarzmeerküste waren die Städte durch die römische Straße Via Pontica (auch Meeresstraße, oder Küstenstraße genannt) verbunden. Eine weitere Straßenverbindung war die Via Militaris, die mit zwei Abzweigungen in Hadrianopolis, einer nach Osten nach Develtum, Aquae Calidae, Anchialos und zum Schwarzen Meer und einer nach Norden mit einer weiteren Abzweigung in Marcellae (heute bei Karnobat) Richtung Nordosten nach Marcianopolis und Nordwesten nach Nicopolis ad Istrum führte.